# 潘孝墓
潘孝墓位于浙江省湖州市吴兴区滨湖街道太史湾村北山东坡。潘孝为明代著名水利专家潘季驯之祖父，其墓规格较高，为湖州地区具有代表性的明代墓葬。

## 保护现状
墓曾被盗，格局保存完好。2013年5月，与潘公桥一同列入第七批全国重点文物保护单位。